# Marc Huiart
Marc Huiart, né le 5 juillet 1936 à Ernemont-la-Villette (Seine-Maritime) et mort le 29 juillet 1962 à Fourmies (Nord), est un coureur cycliste français, professionnel de 1961 à 1962.

## Biographie
Lors du Grand Prix de Fourmies 1962, il est percuté par un véhicule et meurt à l'hôpital des suites de ses blessures.
Son frère Jacques a également été coureur cycliste chez les indépendants,.

## Palmarès

### Palmarès amateur
- 1956
  - Maillot des Jeunes
- 1960
  - Route de France
  - 2e du Circuit des Deux Provinces
  - 2e du championnat de Normandie indépendants

### Palmarès professionnel
- 1962
  - 2e de l'Étoile de Leon
  - 3e de Paris-Camembert
  - 3e du Grand Prix de Grasse

### Résultats sur les grands tours

#### Tour de France
2 participations
- 1961 : abandon (12e étape)
- 1962 : 86e